# Robert Cummings
Charles Clarence Robert Orville Cummings, född 10 juni 1910 i Joplin, Missouri, död 2 december 1990 i Woodland Hills, Kalifornien, var en amerikansk skådespelare.

## Biografi
Cummings var en företagsam ung man, som lade sig till med en brittisk accent och sade att hans namn var Blade Stanhope Conway, och fick på så sätt sin första roll på Broadway 1931. På samma sätt fick han sin första filmroll – han pratade med sydstatsdialekt och presenterade sig som Brice Hutchens från Texas. Senare återtog han sitt riktiga namn och blev med åren en populär stjärna i en rad lättsamma Hollywoodkomedier. Bland hans dramatiska roller märks som ung man på flykt i Alfred Hitchcocks Sabotör samt i Slå nollan till polisen. Han hade även en populär TV-show, The Bob Cummings Show, åren 1952–1961.
Cummings, som var känd för sitt evigt ungdomliga utseende, var hälsokost- och vitaminfantast och skrev en bok i ämnet, How To Stay Young And Vital. Han var även en hängiven surfare.
Han var gift fem gånger och far till sju barn.

## Filmografi i urval
- 1915 – Camille
- 1937 – Farornas skepp
- 1937 – Sista tåget från Madrid
- 1938 – Texas i brand
- 1938 – New Yorks undre värld
- 1938 – College Swing
- 1939 – Rio
- 1940 – En natt i tropikerna
- 1941 – Hemliga Higgins
- 1941 – Det började med Eva
- 1941 – Semester i Miami
- 1942 – Sabotör
- 1942 – Ringar på vattnet
- 1943 – Bortom alla gränser
- 1943 – Gift med mej
- 1945 – Och då kom du
- 1946 – Flykten till Havanna
- 1948 – Sov, min älskling!
- 1949 – Skräcknätter i Paris
- 1949 – Jagad
- 1949 – Han, hon och en till
- 1954 – Slå nollan till polisen
- 1954 – Lucky Me
- 1955 – Ursäkta, om vi stör
- 1962 – Min Geisha
- 1963 – Beach Party
- 1964 – Drömbrud för sex
- 1964 – De hänsynslösa
- 1966 – Diligens till Cheyenne
- 1966 – The Magic Sun
- 1967 – Maffians överman